# Glenea bivittata
Glenea bivittata é uma espécie de escaravelho da família Cerambycidae. Foi descrita por Per Olof Christopher Aurivillius em 1903 e está conhecida a sua existência nas Filipinas.